# Matters at All
"Matters at All" é o segundo single lançado da banda de rock galêsa Kids in Glass Houses do seu segundo álbum de estúdio, Dirt. O single foi lançado em 29 de janeiro de 2010, e até agora conseguiu chegar a um pico de #65 na UK Singles Chart e #1 na UK Rock Chart. A canção também conseguiu receber colocação na Lista A da BBC Radio 1.

## Sobre a canção
Quando perguntado sobre a faixa, Aled Philips (o vocalista), explicou:

A canção ‘Matters At All’ é sobre como fazer as coisas acontecerem. Ele mostra a ideia de ter o seu tempo e curtir a maior parte dele. Muitas das canções do novo álbum estão apenas falando sobre o seu objecto e fazendo mais que uma situação boa ou ruim; com a velocidade que as coisas estão mudando, hoje em dia as pessoas dão pouca atenção para sua vida social. Eu estava sempre cansado de ficar nos relevantes e fazer algo melhor do que fizemos antes, e curioso para saber se as pessoas iriam ficar do nosso lado. É um velho tema que eu acho que toda banda passa em algum momento da carreira. Exceto para AC/DC. Eles podem apenas continuar fazendo as coisas do mesmo modo...

## Faixas
- Download Digital

| N.º | Título           | Duração |  |
| 1.  | "Matters at All" | 3:48    |  |

## Desempenho nas tabelas musicais
Depois de receber um forte airplay nas rádios ao longo de fevereiro e março, "Matters At All" estreou na UK Singles Chart no #71 em 28 de março de 2010. Na semana seguinte, em 4 de abril de 2010, o single subiu 5 posições atingindo o pico de #65, antes de cair para o #76 na semana seguinte. O single também conseguiu chegar a um pico de #1 na UK Rock Chart, sendo o primeiro single da banda a chegar no topo. Ele passou uma semana no topo, antes de cair para o #2, perdendo a posição para "The Only Exception" do grupo Paramore.
| Tabela musical (2010)                     | Melhor posição |
| ----------------------------------------- | -------------- |
| Reino Unido (The Official Charts Company) | 65             |
| RU Rock (The Official Charts Company)     | 1              |

Predecessão e sucessão